# Étienne Jourdan (scientifique)
Pour les articles homonymes, voir Étienne Jourdan.
Étienne Laurent Augustin Jourdan est un naturaliste et médecin français né le 3 août 1854 à Marseille où il est mort le 29 octobre 1930.

## Titres
- Docteur en sciences naturelles (Paris, 1880)
- Docteur en médecine (Montpellier, 1901)
- Professeur à la faculté des sciences et à la faculté de médecine de Marseille
- Directeur du Laboratoire Marion - Station marine d'Endoume (Marseille, 1900-1919)

## Publications
Médecine
- En collaboration avec le Dr Fallot. Notes sur deux cas de cancer généralisé, 1879
- Cours d'histologie de l'École de médecine, 1888
- De l'Influence du rêve sur le délire (essai de psycho-physiologie), 1901
- Des Rapports de l'anesthésie avec les rêves et les cauchemars chez une hystérique, 1905

Biologie animale
- Note sur l'anatomie du Distomum clavatum, Rud.
- Recherches zoologiques et histologiques sur les zoanthaires du golfe de Marseille, 1880, réédit. Hachette/BNF, 2020, 192 p.  (ISBN 978-2-3293-6792-7)
- Études histologiques sur deux espèces du genre Eunice, 1887
- Les Sens chez les animaux inférieurs, 1889, réédit. Hachette/BNF, 2018, 336 p.  (ISBN 978-2-0199-6603-4)
- Zoanthaires provenant des campagnes du yacht l'Hirondelle (golfe de Gascogne, Açores, Terre-Neuve), 1895

Biographie
- Notice sur les travaux de Pierre Stephan (biologiste marin), 1908